# さんま・中居の今夜も眠れない
「さんま・中居の今夜も眠れない」（さんま・なかいのこんやもねむれない）は、2000年から2016年までフジテレビ系列『FNSの日（FNS27時間テレビ）』内にて生放送されていた明石家さんまと中居正広が中心となって進行する土曜深夜（日曜未明）のトークコーナー。『FNSの日』が収録放送となった2017年と2018年・コロナ禍により『FNSの日』が休止となった2020年 - 2022年はコーナー休止となった。2019年・2023年は「明石家さんまのラブメイト10」（あかしやさんまのラブメイトテン）と改題し、中居に代わり今田耕司と岡村隆史（ナインティナイン）をキャストに加えて放送を再開している。2024年もFNSの日が生放送されたが、コーナーは休止となった。

## 概要
本コーナーは1999年までの『FNS27時間テレビ』日曜13時台枠にあたる『やっぱりさんま大先生スペシャル』が廃止されたことに伴いスタートした。なお、中居は『やっぱり-』に2年連続（1998年・1999年）で園児のメイク・扮装をして“小学生のまさひろ君”役としてゲスト出演していたことがある。『FNSの日』で行われるコーナーは入れ替わりが多いが、本コーナーは2010年で10周年、2015年で15周年を迎えた。
コーナー開始は、2009年までは『FNS27時間テレビ』をネットするクロスネット局のテレビ宮崎（2002年 - 2006年まではテレビ大分を含む）が日本テレビのネット受けを行っているNNN最終ニュース枠（『NNNきょうの出来事』→『NNNニュース』）の終了を待ってから行っていた。2010年以降はNNNニュース枠の放送を行わないため、24:00前後からコーナーを開始している。また、2011年・2012年を除いて、2008年以降は、通常24時台に放送される「すぽると!」等のスポーツニュース番組のキャスターが当番組のスタジオにて10分間程度のスポーツニュースを放送する場合がある。
本コーナーは中居の「定期的にさんまさんと、深夜の時間帯で番組がやりたい」という強い希望がきっかけとなり2000年に第1回が放送されたが、2001年の第2回はさんまが希望を出した。始まった2年間がともに好評なことから、2002年（第3回）以降も続けられてきた。
本コーナーは『FNSの日』の深夜帯の0:00頃 - 4:00頃の間の約2 - 3時間程度行われている。
なお「さんまと中居のどちらかが結婚した場合、本コーナーは終了する」という“お約束”がある。そのことをほぼ毎年、進行のフジテレビアナウンサーが発言していた。2017年・2018年はそのメイン2人ともに独身のままコーナーが休止となり、2019年の改題・放送再開後は中居が出演していない。
中居（一部の年を除く）や総合司会がナース姿の白人・黒人男性に「ナカイ、早く寝ろ!」などと文句を言われながら担がれ、中居が住んでいるという設定の古いアパートの一室を思わせるセット内に運ばれた後、進行アナウンサーと軽いフリートークの途中でさんまが扉から登場してそこからさらなるフリートークを進めていく。改題して放送再開した2019年以降は、岡村が板付きの状態で部屋にスタンバイしている。
衣装演出があり、さんまが毎年のようにネタにしていた。中居に関しては、2000年は総合司会の中居がそのアパートに住んでいるという設定だったためパジャマ姿。2001年 - 2003年は普通の衣装。2004年以降はその年の27時間テレビTシャツを着ており、2003年以降は毎年帽子または三角巾を被っているか、白いタオルを巻くようになったため髪型を見せなくなっている。2000年 - 2002年、2012年と2014年と2016年は何も被らずに登場している。さんまについては、第1回の2000年より毎年なんらかの趣向を凝らした私服のTシャツを着用しており、毎年のように中居に力説していた。進行アナウンサーについても2006年以降は中居と同様に27時間テレビTシャツを着ている。
2004年以降は、その年の『FNS27時間テレビ』の総合司会者がゲストとして登場する場合がある。
セットには、第1回放送時のセットのアパートの住人（の設定）・中居がプロ野球・読売ジャイアンツファンということもあってか、「部屋」の至るところに巨人の応援グッズが散りばめられている。2003年以降は後述の「ラブメイト10」で1位を獲得した女優のポスターが貼られていたり、さんまの顔を模したマスクなども置かれている。この「部屋」のセットは、本コーナーの数時間だけのために1年間保存されているという。2009年以降、2008年にさんまが裏番組『さんまのSUPERからくりTV』（TBSテレビ系列）に出演中に使ったさんまマスクが置かれており、2013年と2015年の2回、データ放送プレゼントで1名にプレゼントされた。観客は入れておらず、カメラに映らない大勢のスタッフの笑い声や拍手（さんま・別の総合司会が担がれてきた際の中居やゲストが登場する際）が入っている。
進行アナウンサー（後述）からさんま・中居へ呼びかける時のチャイムは、2009年まで本コーナー専用のものが使用されていたが、2010年・2012年 - 2013年は『FNS27時間テレビ』番組全体で使用されている新たなものに変更されたものの、2011年・2014年は2000年 - 2009年に使用していたチャイムが復活している。2015年と2016年は再び変更され、新たなものとなった。
最初の2回は、メインであるさんまと中居のスタジオトークのみの構成であったが、2002年以降は先述のチャイムとともにインフォメーションアナウンサーの知らせで本編途中に、生中継（2009年の一部・2013年の一部・2016年を除く）が設けられるようになり、2005年までは枠が少なかったが、2006年以降は毎年中継の時間枠を増やすようになったためにスタジオ本編部分が若干減り、さんまは度々毎年「オレはカメラに向かって喋ることが生き甲斐や（または、一番いいねん、したいねん等）・今年中継多すぎ!（または、多くない?、長い）・もっと喋らせてくれ」などと言って（ネタとしてと本心を両方込め）ダメ出し・クレームを出すのが恒例化していた。2016年は2005年以来11年ぶりに中継コーナーが大幅に削減された。
2016年（第17回）は、先述のSMAP解散騒動について、前週に放送されSMAPが毎年出演していた音楽番組（TBS系列音楽の日やFNSうたの夏まつり）を辞退したことなどについてさんまが中居に尋ねる場面が見られた。本番前、さんまは中居に「嫌なら出るな」と忠告していた。2016年の放送から3週間経った8月14日、SMAPが12月31日で解散することが発表された。
その影響もあり、当コーナーの2017年の放送がないことが8月6日に正式にフジテレビから発表された。さんまは同年8月12日放送の『MBSヤングタウン』（MBSラジオ）において、「さんまと中居のコーナーだけはやりたいと言ったのですが、いまはさんまと中居が生放送で絡むのはちょっと…ということで」とジャニーズ事務所側からの意向があったと説明している。同番組でさんまは、放送日である9月9日がSMAPの元メンバーである稲垣吾郎、香取慎吾、草彅剛の退所日でもあることにも触れ、「中居も世間に対しての正直なコメントも言いたいやろうし。すべて言えることじゃないやろうけども。本当にタチの悪い、正論と正論がぶつかりあったことでしたからね」と理解を示している。
その後、2019年11月3日未明に「明石家さんまのラブメイト10」と改題して3年ぶりに放送した。タイトルこそ改題したが、内容は「さんま・中居の今夜も眠れない」同様、アパートの部屋をモチーフとしたスタジオセットにおいてフリートークからの流れでラブメイトを発表するというもので変わらない。しかし、第1回から一貫してレギュラー出演していた中居は出演者から外れ、アローン会のメンバーで当時独身であった岡村隆史（ナインティナイン、翌年2020年10月に結婚して、アローン会は退会したが2023年も出演継続）と今田耕司がキャストに加わった。中居のコーナーの降板や卒業など処遇に関する明確な説明は番組内でもはっきりされておらず、改題した2019年には今田が1度だけ「中居くん」と言葉を発した以外、番組内では「中居正広」について触れられることは無かった。番組セットの部屋についても、改題前は中居がファンでもある原辰徳などの巨人グッズが飾られていたが、改題後は岡村がファンであるブルース・リーやジャッキー・チェン、おニャン子クラブのポスターが飾られるなど装飾が変更されている。SMAP解散後、さんまと中居の共演も実現していなかったが、2024年12月から2025年1月にかけて中居とフジテレビ元女性アナウンサーとのトラブル（中居正広・フジテレビ問題）が判明、2025年1月23日に中居は引退したため、2016年がさんまと中居最後の共演となり、2025年のFNSの日はこの問題で放送休止となった。
2020年 - 2022年は新型コロナウイルスの影響で『FNSの日』自体が放送休止されたため、当コーナーは放送されず、「ラブメイト10」を独立して放送されるような処置も行わなかった。その後、2023年は7月22日・23日に4年ぶりに『FNSの日』が放送され、同年5月13日の『ヤングタウン土曜日』（MBSラジオ）で、さんまが「ラブメイト10」が復活すると発言した。この年は総合司会の千鳥とかまいたちが裏番組に出演する関係で、7月22日23時台後半から23日未明にかけてコーナーが放送された。
2023年はベース番組が『千鳥の鬼レンチャン』のため、総合司会の濱家隆一（かまいたち）がMCを務めるVenue101の番組ポスターや「サビだけカラオケ」に出演することが多いほいけんたや徳永ゆうきの歌唱シーンのポスターが飾られた。またこれまでセットが狭かったが、コーナー最多人数となるさんま・今田・岡村・千鳥・かまいたち・ダイアンの9名が出演したためセットが広くなった。
2024年も『FNSの日』が生放送されるが、さんまの意向や総合司会の新しいカギメンバー（霜降り明星・チョコレートプラネット・ハナコ）とコーナーのマッチングの考慮などでラブメイト10は休止となり、さんまのお笑い向上委員会が放送される。
なお、さんまは『FNSの日』に第1回から全ての回に出演している唯一の出演者であり、中居は『FNSの日』で総合司会を過去最多の9回（1998年 - 2000年・2004年・2006年・2011年・2014年・2015年・2016年）の経験者であり、それぞれ『FNSの日』において記録を持っている。ただし、さんまは2006年・2009年・2010年・2023年、中居は2016年においては当コーナーのみの出演となっている。

## 出演者

### レギュラー

#### さんま・中居の今夜も眠れない（2000年 - 2016年）
- 明石家さんま - 2008年は総合司会。2016年はMCリレーの一環。
- 中居正広 - 2000年、2004年、2006年、2011年、2014年、2015年は総合司会。2016年はMCリレーの一環。2016年までSMAPのリーダー。2019年の改題後は出演していない[注釈 21]。

#### 明石家さんまのラブメイト10（2019年、2023年）
- 明石家さんま
- 今田耕司
- 岡村隆史（ナインティナイン）

### 特別ゲスト
- ナインティナイン（2004年、2011年、2015年） - 各年の総合司会。
  - 岡村隆史（2019年の改題後は単独で出演）
  - 矢部浩之 - 2011年はマラソン企画のため中継で参加した。
- 島田紳助（2005年、2009年、2010年） - 2005年は総合司会であった笑福亭鶴瓶が参加する予定だったが、「本番中に逃亡する」企画が進行していたため、半ば強引に中居に代役を任された。2009年と2010年は総合司会を務めた。
- 大竹しのぶ（2008年） - 中居の要請により前コーナー「鶴瓶がさんまの穴を埋める」から引き続き出演したが、ラブメイト10で9位の穂花を紹介された後に帰宅していた。
- ビートたけし（2008年・2009年、2011年 - 2016年、2019年 ） - 2019年の総合司会。「名人中継」に登場、2008年、2012年、2014年は中継後にスタジオにも登場した。2019年には出演予定ではなかったが、前コーナー「さんまのお笑い向上委員会」での火薬田ドンから引き続き冒頭のみ出演した。
- マツコ・デラックス（2011年） - 「めちゃデジスマイルズ」としてコーナー終了までずっと進行である西山喜久恵アナウンサーの隣に座っていた。進行アナウンサーのセットにアナウンサー以外の出演者がいたのはコーナー開始12年目にして初めてのことである。
- 森田一義（タモリ）（2012年） - 2012年の総合司会。
- 笑福亭鶴瓶（2005年、2012年） - 2005年は前述の様に、参加する予定だったが、本番中に逃走する企画が進行していたため、中継で出演した。
- SMAP（2014年） - 2014年の総合司会。コーナーの最初はスタジオに登場したが途中から木村はスタジオから、香取・稲垣・草彅は中継で参加して、その後は全員スタジオに合流した。
  - 木村拓哉
  - 稲垣吾郎
  - 草彅剛
  - 香取慎吾 - 2007年も総合司会を担当していたが、この年は中継での参加だったため、スタジオは初登場となる。
- 千鳥（大悟・ノブ）・かまいたち（山内健司・濱家隆一）・ダイアン（ユースケ・津田篤宏）（2023年）- 2023年の総合司会。千鳥とかまいたちは裏番組に出演するため、途中からの参加となった。

### 進行アナウンサー
すべてフジテレビアナウンサー。同じスタジオにいるが、テレビ越しに会話をする。スタジオにあるテレビは、2011年の地デジ完全移行後の現在も、ブラウン管テレビが使われている。
- 小島奈津子（現・フリーアナウンサー。2000年、2001年）
2000年第1回目の冒頭の中居への振りは何も異常なくスムーズに佐藤里佳が担当していたが、急な体調不良により途中から出演が不可能となり、フジテレビ社内に居てスケジュールが空いていた小島が急遽担当することになった。小島はそのまま翌年も続投することになった。詳細は後述のハプニングを参照。
- 西山喜久恵（2002年 - 2004年、2009年 - 2014年、2016年、2019年、2023年）
フリーアナウンサーになったため降板した同期の小島に代わり、1998年から『FNS27時間テレビ』の進行役を担当していた西山が2002年より担当した。2009年は当時第一子出産・育児休暇中の佐々木に代わって再登板し、以後も2015年を除き担当。
- 佐々木恭子（2005年 - 2008年、2015年）
2006年に当時の1人目の夫だった池田裕行（元TBSアナウンサー）と離婚しさんまに「ご祝儀返せ!」と見事にネタにされ、謝罪する。2015年は西山が「大久保佳代子マラソン中継」担当となったため7年ぶりに再登板した。

### 中継出演・ゲスト・実況
- ココリコ（2002年 - 2003年・2005年） - 初代中継担当。当時、「飛鳥中継」と呼ばれていた中継コーナーのレポーターを担当。
  - 遠藤章造
  - 田中直樹
- 笑福亭鶴瓶（2002年 - 2003年・2005年） - 当時、「飛鳥中継」と呼ばれていた中継コーナーのゲスト。
- 加藤浩次（極楽とんぼ、2004年）
- 白石美帆（2004年）
- 真夜中の大かま騒ぎメンバー（2004年・2005年・2009年）
- 木村祐一（2005年） - 当コーナーの構成も兼任。
- 山中秀樹（元フジテレビアナウンサー、2005年）
- 斉藤舞子（フジテレビアナウンサー、2005年）
- もしもツアーズメンバー（2006年）
  - キャイ〜ン
    - ウド鈴木
    - 天野ひろゆき

  - よゐこ
    - 濱口優
    - 有野晋哉

  - 三瓶
  - 坂下千里子
- 香取慎吾（SMAP、2007年西遊記・2014年）
- 深津絵里（西遊記、2007年）
- 伊藤淳史（西遊記、2007年）
- ビートたけし（2008年 - 2009年、2011年 - ）中継キャラクター『火薬田ドン』などとしても出演。
- スベラーズ（2010年）
  - 岡田圭右（ますだおかだ）
  - 小島よしお
  - 波田陽区
- つまみ枝豆（たけし軍団、2011年）
- 草彅剛（SMAP、2012年・2014年）
- 佐野瑞樹（フジテレビアナウンサー、2012年）- 「草彅剛マラソン」中継の実況レポート
- 岡村隆史（ナインティナイン、2013年 - 2015年）
- 川端健嗣（元フジテレビアナウンサー BSフジ広報局専任局長、2013年）- 「牛田ノウ」中継の実況レポート
- オアシズ（2013年）
- 森三中（2013年）
- 友近（2013年）
- ハリセンボン（2013年）
- 木村拓哉（SMAP、2014年）
- 稲垣吾郎（SMAP、2014年）
- 榎並大二郎（フジテレビアナウンサー、2014年、2019年）- 2014年には木村拓哉の中継の進行役として、2019年には通し企画「10レーン連続ストライクへの挑戦」のレポートとして出演。
- ガダルカナル・タカ（たけし軍団、2015年）
- 劇団ひとり（2023年）- 火薬田ドンの弟子火薬田小ドンとして出演。

## 正式タイトル
第18回で「今夜も眠れない」から番組タイトルを改題しているが、それ以前にも第1回は「今夜は眠れない」、第2回は「今年も眠れない」、第3回以降ながらく「今夜も眠れない」と2回タイトルが変わっている。
1. 2000年：27時間テレビ夢列島 さんま・中居の今夜は眠れない
2. 2001年：FNS ALLSTARS 27時間笑いの夢列島 さんま・中居の今年も眠れない
3. 2002年：FNS27時間テレビ みんなのうた さんま・中居の今夜も眠れない
4. 2003年：FNS27時間テレビ みんなのうた さんま・中居の今夜も眠れない
5. 2004年：FNS27時間テレビ めちゃ2オキてるッ! さんま・中居の今夜も眠れない
6. 2005年：FNS ALLSTARS あっつい25時間テレビ さんま・中居・鶴瓶の今夜も眠れない
7. 2006年：FNS26時間テレビ 国民的なおもしろさ!史上最大クイズ祭り!!26時間ぶっ通しスペシャル さんま・中居の今夜も眠れない
8. 2007年：FNS27時間テレビ みんな“なまか”だっ!ウッキー!ハッピー!西遊記! さんま・中居の今夜も眠れない
9. 2008年：FNS27時間テレビ!!みんな笑顔のひょうきん夢列島!! さんま・中居の今夜も眠れない
10. 2009年：FNSの日26時間テレビ2009 超笑顔パレード〜爆笑!お台場合宿!!〜 さんま・中居の今夜も眠れない
11. 2010年：FNSの日26時間テレビ2010 超笑顔パレード 絆 〜爆笑!お台場合宿!!〜 さんま・中居の今夜も眠れない[注釈 22]
12. 2011年：FNS27時間テレビ めちゃ2デジッてるッ! さんま・中居の今夜も眠れない
13. 2012年：FNS27時間テレビ 笑っていいとも!真夏の超団結特大号!!徹夜でがんばっちゃってもいいかな? さんま・中居の今夜も眠れない
14. 2013年：FNS27時間テレビ 女子力全開2013 乙女の笑顔が明日をつくる!! さんま・中居の今夜も眠れない
15. 2014年：武器はテレビ。SMAP×FNS 27時間テレビ さんま・中居の今夜も眠れない
16. 2015年：FNS27時間テレビ めちゃ2ピンチってるッ! さんま・中居の今夜も眠れない
17. 2016年：FNS27時間テレビフェスティバル! さんま・中居の今夜も眠れない
18. 2019年：FNS27時間テレビ にほんのスポーツは強いっ! 明石家さんまのラブメイト10
19. 2023年：FNS27時間TV 鬼笑い祭 明石家さんまのラブメイト10

## 主な企画

### 喘ぎ声コンテスト
2001年 - 2002年の2年間のみ行われた。もともと、2000年の第1回放送時にさんまと中居のトークにおいて「女の仕草」という話題になったことからそこから話が発展し、中居が「じゃあ、喘ぎ声はどうですか?」とさんまに聞いたことからさらに話が盛り上がり、しかし2000年は電話番号をフジテレビ側が用意していなかったためすることができず、翌年から電話を使って若い一般女性に電話で募集を行い、各登場者のうちどの女性の喘ぎ声がよかったか「品評」をさんまと中居の2人がおこなっていた。2003年以降は実施していない。

### ラブメイト10
『ラブメイト10』（ラブメイトテン）は、さんまが本コーナーに至るまでの1年のうちに気になったという女性（たまたま居合わせた一般人を含む）を、カウントダウン形式で自ら紹介するもので、本コーナーの恒例となっている。
元々は、さんまがかつて『MBSヤングタウン』（MBSラジオ）にてやっていたコーナーで、ディレクターの要望により“復活”という形で3年目の2002年からスタートした。形式上は、中々結婚できない中居→今田にさんまがオススメの女性を紹介するという趣旨である。
2019年のFNS27時間テレビにて「明石家さんまのラブメイト10」として今田耕司、岡村隆史と共に3年ぶりに放送され、中居は出演しなかった。
以下はその2002年以降のラブメイト10である。なお、1年目・2年目の2000年・2001年は上位のみの発表で、2000年は竹内結子と米倉涼子、2001年は井川遥。

#### 複数回ランカー
米倉涼子
2000年、上位にランクイン。
2002年、8位にランクイン。電話出演。
飯島直子
2003年、6位にランクイン。
2004年、2位にランクイン。
上戸彩
2004年、「5年後（2009年）の上戸彩」として4位にランクイン。電話出演。
2007年、10位にランクイン。
2010年、7位にランクイン。本人からのコメント。
浜崎あゆみ
2007年、2位にランクイン。
2010年、4位にランクイン。
長澤まさみ
2006年、1位にランクイン。
2007年、1位にランクイン。
2008年、1位にランクイン。
2010年、3位にランクイン。本人からのコメント。
2012年、3位にランクイン。
2015年、2位にランクイン。
2023年（順位付け廃止）
鈴木奈穂子
2006年、「NHK総合『お元気ですか日本列島』の松山のアナウンサー」として5位にランクイン。
2011年、「NHKの鈴木さん」として6位にランクイン。
綾瀬はるか
2008年、2位にランクイン。
2009年、1位にランクイン。VTR出演。
2010年、2位にランクイン。VTR出演。本人からの直筆の手紙での返答。
2012年、2位にランクイン。
2013年、2位にランクイン。
2014年、1位にランクイン。剛力彩芽と同率首位。
2015年、3位にランクイン。
2019年、岡村隆史のラブメイトにて1位にランクイン。
沢尻エリカ
2010年、1位にランクイン。
2012年、1位にランクイン。
剛力彩芽
2013年、1位にランクイン。
2014年、1位にランクイン。綾瀬はるかと同率首位。
2015年、1位にランクイン。
2016年、1位にランクイン。
佐々木希
2009年、6位にランクイン。
2014年、5位にランクイン。

#### 2002年
| No. | 名前 | 対応     |
| --- | --- | -------- |
| 1   | 映画『初恋のきた道』の主演女優チャン・ツィイー                                                           |          |
| 2   | プロテニスプレーヤー ハンチュコバ                                                                        |          |
| 3   | 映画『ダブル・ジョパディー』の主演女優アシュレイ・ジャッド                                               |          |
| 4   | ドラマ『空から降る一億の星』のロケ（6/14）に 彼氏のオートバイの後ろに乗って「さんまさんだ!」と言った女性 | 電話出演 |
| 5   | ワールドカップの試合でハーフタイムに映ったブラジル人サポーター                                           |          |
| 6   | ドラマ『空から降る一億の星』の銀座ロケ（第9話のラストシーン）を見に来ていた女性                          |          |
| 7   | 柴咲コウ                                                                                                 |          |
| 8   | 米倉涼子                                                                                                 | 電話出演 |
| 9   | 深津絵里                                                                                                 |          |
| 10  | ソルトレーク冬季五輪・フィギュアでメダル授与のサポート女性                                               |          |

コーナー最後に中居が「ボクのラブメイト1位の方を」と大竹しのぶに電話を繋ぎ、長女、長男、大竹の順に電話でトークした。

#### 2003年
| No. | 名前                                   | 対応                     |
| --- | -------------------------------------- | ------------------------ |
| 1   | ローソンで出会った女                   | 出川哲朗の協力でデート。 |
| 2   | 11月頃 新幹線で会った人                |                          |
| 3   | 3月 飲み会で電話番号を聞いてない人     |                          |
| 4   | 根本はるみ                             |                          |
| 5   | 川原亜矢子                             |                          |
| 6   | 飯島直子                               |                          |
| 7   | 紋舞らん                               |                          |
| 8   | 長谷川京子                             |                          |
| 9   | 新大阪駅のB1スパゲッティ屋ウェイトレス | 電話出演                 |
| 10  | ハンツコーワ（プロテニスプレーヤー）   |                          |

#### 2004年
| No. | 名前                                 | 対応     |
| --- | ------------------------------------ | -------- |
| 1   | ミス沖縄                             |          |
| 2   | 飯島直子                             |          |
| 3   | 「24」の娘役（エリシャ・カスバート） |          |
| 4   | 5年後の上戸彩                        | 電話出演 |
| 5   | テニス客席の女性                     |          |
| 6   | ビヨンセ                             |          |
| 7   | お見合いの相手                       |          |
| 8   | インリン・オブ・ジョイトイ           | 電話出演 |
| 9   | ニューヨークで会ったジャズ歌手       |          |
| 10  | 高岡早紀                             |          |

さんまが、前年のラブメイト1位「ローソンで出会った女」の女性との食事会について語った。

#### 2005年
| No. | 名前                                                           |
| --- | -------------------------------------------------------------- |
| 1   | 私の今までの女                                                 |
| 2   | メキシコシティからチワワ行きの飛行機の添乗員                   |
| 3   | ミシェル・ウィー                                               |
| 4   | くりぃむしちゅー上田に連れて行ってもらった中華料理店のソムリエ |
| 5   | 今年3月の広告大賞に出てた19歳の韓流女優（キム・テヒ）          |
| 6   | 『NANA - ナナ -』主人公・小松奈々                              |
| 7   | 「私と付き合って」と言ったきり行方の分からない群馬の女         |
| 8   | ほしのあき                                                     |
| 9   | パークハイアットでデートした女                                 |
| 10  | 河野景子                                                       |

#### 2006年
| No. | 名前                                                              | 対応     |
| --- | ----------------------------------------------------------------- | -------- |
| 1   | 長澤まさみ                                                        |          |
| 2   | 大阪の焼肉屋「GEN」のたぶんヒトミちゃん                           | 電話出演 |
| 3   | 西岡アナに今度紹介するJALのスッチー                               |          |
| 4   | ニューヨークのクラブで出会ったトモコちゃん                        |          |
| 5   | NHK総合『お元気ですか日本列島』の松山のアナウンサー（鈴木奈穂子） |          |
| 6   | 外苑西通りで出会った外国人風の女性                                | 電話出演 |
| 7   | 倖田來未                                                          |          |
| 8   | 上村愛子                                                          |          |
| 9   | 6月12日最終の新幹線で出会った女性                                 | 電話出演 |
| 10  | ヴィクトリアの友達 (ガールズ・アラウドのシェリル・コール)         |          |

2位の女性は"大阪"以外の情報はすべて間違っており、「焼肉屋「GEN」のたぶんヒトミちゃん」という人物は存在していなかった。

#### 2007年
| No. | 名前                                 |
| --- | ------------------------------------ |
| 1   | 長澤まさみ                           |
| 2   | 浜崎あゆみ                           |
| 3   | シェリー（ビリー・ブランクスの娘）   |
| 4   | 駒沢通りで目と目で愛を感じた女性     |
| 5   | 絢香                                 |
| 6   | ポストの女                           |
| 7   | エレベーターで降りたフジ女子社員     |
| 8   | 村上の姉                             |
| 9   | 「いなくなってもしんないよ～」の女性 |
| 10  | 吉澤ひとみ 上戸彩                    |

10位が上戸に差し替えられたのは、放送直前にさんまと上戸が会い、上戸から「今年もランクインあるのか?」と言われたさんまが急遽変更を指示したため。フリップの吉澤の名前を見え消しで消して上戸の名前が書かれたため、中居も苦笑するばかりであった。なお、当初なぜ吉澤を指名したかについては、さんまは語っていない。

#### 2008年
| No. | 名前                                       | 対応         |
| --- | ------------------------------------------ | ------------ |
| 1   | 長澤まさみ                                 |              |
| 2   | 綾瀬はるか                                 | VTR出演      |
| 3   | 谷村奈南                                   | スタジオ出演 |
| 4   | 西野K.G（当時：NHKアナウンサー・神田愛花） |              |
| 5   | 新幹線の女性                               |              |
| 6   | ガソリンスタンドの女性                     | スタジオ出演 |
| 7   | サッカーEURO2008の美女                     |              |
| 8   | 日本花子（免許証見本の写真の女性）         |              |
| 9   | 穂花                                       | 電話出演     |
| 10  | 聖心女子大学の大学院生                     | 電話出演     |

さんまはNHKの番組に出演中の神田に一目ぼれしてのランキング入りさせたが、さんまは番組投稿者「西野K.G」のテロップをMC神田のテロップと勘違いしたままスタッフに「西野K.G」に関する調査を指示したためスタッフは混乱に陥った。神田の名前を知ったのは「今夜も眠れない」の生放送中だった。なお、NHKからのコメントが紹介されたが、神田に関する情報提供を断り番組に関する情報のみ提供する文面だったため、さんまは「番組宣伝か！」と激高した。

#### 2009年
| No. | 名前                                                 | 対応                   |
| --- | ---------------------------------------------------- | ---------------------- |
| 1   | 綾瀬はるか                                           | VTR出演                |
| 2   | 雑誌MISSの女性（ブラジル出身モデルRINA）             |                        |
| 3   | UFC99のラウンドガール                                |                        |
| 4   | 真木あんな                                           | コメントのみの出演     |
| 5   | やっぱり『タッチ』の南ちゃん                         | 声の出演（日髙のり子） |
| 6   | 佐々木希                                             |                        |
| 7   | 野瀬瞳                                               |                        |
| 8   | 6月22日（月）の深夜0時頃お堀前に派手目の服でいた女性 |                        |
| 9   | 高速道路から見える「ほのかの湯」の看板の右側の女性   | 電話出演               |
| 10  | 沖縄のBEGINライブで見かけたマイコさん（遠野舞子）    | 電話出演               |

#### 2010年
| No. | 名前       | 対応                       |
| --- | ---------- | -------------------------- |
| 1   | 沢尻エリカ | 連絡先自体が不明           |
| 2   | 綾瀬はるか | 本人からの手紙（直筆）     |
| 3   | 長澤まさみ | 本人からのコメント         |
| 4   | 浜崎あゆみ |                            |
| 5   | 矢田亜希子 | 本人からの手紙（機械打ち） |
| 6   | 大塚愛     | 本人からの手紙（直筆）     |
| 7   | 上戸彩     | 本人からのコメント         |
| 8   | 木村カエラ | 所属レコード会社からの返答 |
| 9   | 広末涼子   | 本人からの手紙（直筆）     |
| 10  | 小林麻央   | 所属事務所からの手紙       |

「区切りを付けたい」というさんまの思いから、今までお気に入りとして名前が挙がっていた芸能人のみのランキングとなった。

#### 2011年
| No. | 名前                                                                           | 対応     |
| --- | ------------------------------------------------------------------------------ | -------- |
| 1   | 女帝 ハンコック                                                                |          |
| 2   | NBAダラス・マーベリックスの日本人チアリーダー （海東奈月）                     | 電話出演 |
| 3   | チェ・ジウ                                                                     | 手紙     |
| 4   | 舞川あいく                                                                     | 手紙     |
| 5   | TBS 田中みな実                                                                 |          |
| 6   | NHKの鈴木さん（鈴木奈穂子）                                                    |          |
| 7   | 6月6日（水）9時半頃、 天現寺「アッピア（イタリアンレストラン）」に来ていた女性 |          |
| 8   | 優希まこと                                                                     | 電話出演 |
| 9   | パク・ギュリ（KARA）                                                           | VTR出演  |
| 10  | 鮫洲運転免許試験場の食堂で前に座っていた女性                                   |          |

6位の鈴木と2006年5位の松山のアナウンサーが同一人物である事を当初さんまは知らなかった。
4位の舞川あいくについてさんまは「彼女は、俺の昔の彼女にそっくりなんですよ」と選出理由を語った。本人からの手紙によると「さんまさんについては、母が”オモシロイ”とよく言っています。選んでいただいて嬉しかったです。ただ、一度も会っていないのに何で私なのでしょうか？そういう男性を信用しても良いのでしょうか？残念ながらさんまさんとは結婚できません。私は仕事を頑張ります。これからもCanCamで応援してくださいね」と綴られていた。これに対しさんまは「母がファンていうことは、絶対に娘もファンになるから大丈夫よ」と前向きだった。

#### 2012年
| No. | 名前                                                                                                | 対応           |
| --- | --------------------------------------------------------------------------------------------------- | -------------- |
| 1   | 沢尻エリカ                                                                                          |                |
| 2   | 綾瀬はるか                                                                                          |                |
| 3   | 長澤まさみ                                                                                          |                |
| 4   | ニューヨークの友人トモちゃんが連れてきた女医 （陳佳奈）                                             |                |
| 5   | 6月14日18時20分頃、 かおたんラーメン南青山店の前を歩いていた女性                                    |                |
| 6   | アメリカドラマ『CHUCK』に登場する 「Shut Up Kiss Me」と言う女性（イヴォンヌ・ストラホフスキー）     |                |
| 7   | 紗倉まな                                                                                            |                |
| 8   | 渡辺直美の親戚（従姉）                                                                              | 渡辺直美が出演 |
| 9   | 游玄亭の柏崎さん                                                                                    |                |
| 10  | 昨日（放送日の前日・7月20日）5時半くらいに 雨の中青山一丁目青山七丁目の坂道を自転車で上っていた女性 |                |

タモリ・たけし・さんまのビッグ3がFNSの日としては1996年以来16年ぶりに揃って話が盛り上がり、時間が足りなくなり7位までしか発表することができなかった。
8位は渡辺直美が出演し一緒に写っている写真を公開、該当者が自身の従姉であることを明かした。7位の紗倉は紹介VTRが流れた。本人もスタジオに来ていたが、時間が無かったため出演は実現しなかった。また10位は当初青山一丁目と表記されていたが、坂道に詳しいタモリの指摘によりさんまの勘違いであることがわかり、青山七丁目と訂正された。
その後、11月5日放送分の『SMAP×SMAP』（関西テレビ・フジテレビ共同制作）内「BISTRO SMAP」にさんまが出演した際に6位以降を続行試合の形で実施。ようやく全てが明かされた。さらにさんま持ち込み企画として游玄亭の柏崎さんとの電話を行い、SMAPが恋のキューピッドとなってデートの約束を取り付けようとした（結果は失敗）。
2013年7月28日放送の『痛快!明石家電視台』オープニングトークにて、この番組で紹介したAV女優のDVDが大量に送られて来て困っているとコメントしていた。DVDショップでも「今夜も眠れないで紹介された女優」と書かれていたとの事。

#### 2013年
| No. | 名前                                                                               |
| --- | ---------------------------------------------------------------------------------- |
| 1   | 剛力彩芽                                                                           |
| 2   | 綾瀬はるか                                                                         |
| 3   | ももいろクローバーZの赤（百田夏菜子）                                              |
| 4   | ザビーネ・リシキ                                                                   |
| 5   | 葵つかさ                                                                           |
| 6   | FUNKY MONKEY BABYSのラストシングル「ありがとう」のPVに登場した女子生徒（恒松祐里） |
| 7   | 6月24日 新幹線で出会った木村カエラ似の女性                                         |
| 8   | 安藤美姫                                                                           |
| 9   | 銀座「カステル」（ショーパブ）のジェニー                                           |
| 10  | 7月25日 23時半に三田3丁目の交差点で男ともめていた女性                              |

1位の剛力彩芽について、中居は「かわいい子ですよ」と賛同。さんまは「誕生日メッセージをくれよったのラジオ番組に。メッセージの最後に『（さんまさん）言い忘れました・・・大好きです』と。そして次の日、俺にプレゼント（レザーの小銭入れ）を持ってきてくれたの」と告白。中居は笑いながら「剛力ちゃんはそんな計算高い子じゃないですよ、純粋な子ですよ」「名刺入れですか?」と問うと、さんまは「芸人が名刺持たへんがな、ここに2人の愛を詰めんねん!」と語り、スタジオの爆笑を誘った。

#### 2014年
| No. | 名前                                                                     | 対応               |
| --- | ------------------------------------------------------------------------ | ------------------ |
| 1   | 綾瀬はるか                                                               |                    |
| 1   | 剛力彩芽                                                                 |                    |
| 3   | 北川景子                                                                 |                    |
| 4   | 碑文谷のゴルフ練習場でシャンクした女性                                   |                    |
| 5   | 佐々木希                                                                 | 手紙               |
| 6   | 井上真央                                                                 |                    |
| 7   | 「あの日見た花の名前を僕たちはまだ知らない。」つるこちゃん（鶴見知利子） | 早見沙織が声の出演 |
| 8   | ブシャール（テニスプレイヤー：ウージニー・ブシャール）                   |                    |
| 9   | 深津瑠美（キャスター）                                                   | 生電話             |
| 10  | 7/16駒沢通りで握手を求めてきた女性                                       | 生電話             |

さんまの週刊誌によるハニートラップ報道の影響でAV女優はランクインされなかった。
7位のつるこちゃん（鶴見知利子）では、声を担当していた早見沙織の協力により本番組用に新規に録音された「（杉本!浮気したでしょ!）だったら、一回ちゃんとごめんなさいして、一緒に頑張りましょう」という台詞の音声が放送された。さんまは原作であるアニメ版は視聴しておらず漫画版を読んでいたのみで声を知らなかった。さんま曰く「理想の声や!」とのこと。
この年は1位が綾瀬はるかと剛力彩芽の2人。2連覇となった剛力について、さんまはコーナー開始から使用していたグラスを得意気に上げ「剛力彩芽ちゃんからの今年の誕生日プレゼント。本人が俺の番組が終わるのを待って渡してくれた」と紹介した。

#### 2015年
| No. | 名前                                            |
| --- | ----------------------------------------------- |
| 1   | 剛力彩芽                                        |
| 2   | 長澤まさみ                                      |
| 3   | 綾瀬はるか                                      |
| 4   | 映画『ビリギャル』時の金髪姿の有村架純          |
| 5   | シアターコクーンの事務の女性                    |
| 6   | アリアナ・グランデ                              |
| 7   | 小島瑠璃子                                      |
| 8   | 2015年ミスユニバース日本代表（宮本エリアナ）    |
| 9   | 6/1（月）新幹線で一緒に写真を撮った美容専門学生 |
| 10  | 熊切あさ美                                      |

さんまは今回の選出理由について、10位の熊切は「弱っている今がチャンス」、7位の小島は「新動物占いで相性バッチリだった」（ちなみに6位のアリアナとも相性が良いとのこと）、4位の有村は「優等生顔が金髪にした感じがめちゃくちゃ好き」と語っている。8位の宮本がスタジオに登場。この他9位の女性が電話出演したが、当時15歳（放送時点で16歳）であることが判明した（さんまは見た目の大人っぽさから20歳ぐらい（22～23歳）だと考えていた）。
3連覇の剛力については誕生日に大きなバッグのプレゼントが届いたことを明かし、「女がバッグを送るということは、その中に入れて持ち帰ってということ」と語った。

#### 2016年
| No. | 名前                                                                            |
| --- | ------------------------------------------------------------------------------- |
| 1   | 剛力彩芽                                                                        |
| 2   | 木村文乃                                                                        |
| 3   | 西野カナ                                                                        |
| 4   | 7月14日23時頃、西麻布付近の細い道でヘベレケ集団の中、唯一シャキッとしていた女性 |
| 5   | AKB48の曲、『恋するフォーチュンクッキー』のPVに出演している女性（MANAMI）。     |
| 6   | 城本クリニックのCM（じゅうたんをゴロゴロしている）の女性（つのだ香澄）          |
| 7   | NHK BS1の『国際報道2016』の増井渚（元読売テレビアナウンサー）                   |
| 8   | ゴルフショップで目が合った店員                                                  |
| 9   | 7月4日大阪のイタリアンレストランで「ここ寿司屋さんですか？」と聞いてきた女性    |
| 10  | ベッキー                                                                        |

この年は、2016年初頭のSMAP解散騒動の顛末について聞き出そうとするさんまと、一切ノーコメントを貫こうとする中居のやりとりで放送時間の半分が割かれてしまった。
- 10位のベッキーは、放送時間内に電話でさんまと会話をした。
- さんまが6位に推した「城本クリニックのCMに出演している女性」についてスタッフが調査したところ、2004年～2012年バージョン（出演：奥山加奈）と2013年～放送当時のバージョン（出演：つのだ）[注釈 27]の新旧でじゅうたんをゴロゴロする同じ演出のCMが制作されていたため、番組では新旧のVTRが流され、さんまが「現在のバーション」と発言したためつのだが紹介された[注釈 28]。なお「スタッフがCMの演出のリサーチに明けくれるばかりにつのだ側とは連絡しなかった」との理由で一切つのだから連絡はこなかった[注釈 29]。
- 5位の「恋するフォーチュンクッキー」のPVでキャバ嬢役で出演している女性はポールダンサー・MANAMIで、番組のなかで本人のプロフィールが紹介された。また本人からのメッセージも読まれたが「パフォーマンスをしている（新宿の）ビアガーデンに来て」という返事で、さんまを激怒させていた。
- 2位の木村文乃とは、木村とドラマで共演した松坂桃李に木村と食事会をできるよう頼んだが、松坂桃李が失敗してしまい、激しく怒ったとのこと。

#### 2019年
- 明石家さんま

| No. | 名前                                                       | 対応   |
| --- | ---------------------------------------------------------- | ------ |
| 1   | 新木優子                                                   |        |
| 2   | 浜辺美波                                                   |        |
| 3   | 唐田えりか                                                 |        |
| 4   | 新川優愛                                                   |        |
| 5   | 東京ガーデンテラス紀尾井町の今半の外で告白を受けていた女性 |        |
| 6   | 元バレーボール選手 滝沢ななえ                              |        |
| 7   | BS国際報道の酒井美帆アナ                                   |        |
| 8   | 仲村みう                                                   |        |
| 9   | 9月8日14:15羽田発石垣島行 JALのCA                          |        |
| 10  | 「全裸監督」黒木香役 森田望智                              | 生出演 |

- 今田耕司

| No. | 名前                                                   | 対応     |
| --- | ------------------------------------------------------ | -------- |
| 1   | 8月中旬 自宅車庫前で出会った女性                       |          |
| 2   | CMでオールブラックスにタックルされる女子高生（青島心） | 手紙     |
| 3   | 9月23日 広瀬アリスの舞台を見に来ていた女性（有沢雪）   | 電話出演 |

- 岡村隆史

| No. | 名前                                               | 対応     |
| --- | -------------------------------------------------- | -------- |
| 1   | 綾瀬はるか                                         |          |
| 2   | タクシー車内CMのマッチョ美女（安井友梨）           | 電話出演 |
| 3   | 中目黒のバーで出会ったバイオリニスト（若旅菜穂子） | 手紙     |

この年は、さんまのラブメイトに加えて、今田、岡村のラブメイトも発表しなければならなかったため、放送時間の最後にさんまの1〜7位、今田・岡村の1位を一気に発表し、詳細な理由を発表できないまま、放送終了となった。
- さんまの10位である森田望智は、同じく27時間テレビの企画であった「令和教育委員会」に生出演していたため、スタジオに登場。「全裸監督」での黒木香役に関するトークや同役にまつわるアイテムホラ貝を3人使用した。以降、ホラ貝は番組終了まで随時使われた。

#### 2023年
時勢に合わせ、順位付けを廃止。ナンバリングは紹介順となる。
| No. | 名前                                             |
| --- | ------------------------------------------------ |
| ①   | 麻布十番 寿司「おざき」のハナちゃん              |
| ②   | ショート動画にたびたび出てくる女性（阿部なつき） |
| ③   | 鳥羽シェフと噂の女優（広末涼子）                 |
| ④   | 3月27日（月）新幹線でポッキーをあげた女性        |
| ⑤   | サテライトオフィスCMの女性（篠崎愛）             |
| ⑥   | ハン・ヒョジュ                                   |
| ⑦   | 走り高跳び 髙橋渚                                |
| ⑧   | 奈緒                                             |
| ⑨   | 明日花キララ                                     |
| ⑩   | 長澤まさみ                                       |

### スポーツニュース短縮版
2008年 - 2010年、2013年 - 2016年、2019年、2023年は本コーナー内でスポーツニュース番組の短縮版が挿入されている（2015年までは『すぽると!』）。土日に出演しているアナウンサーあるいはメインキャスターがセットの中に入ってきた段階で画面の右上か左上に「SPORT」マーク→番組ロゴが表示される。また、その際に表示するキャスターの名前テロップも通常のスポーツニュース番組と同じ仕様となっている。なお、2007年までは前身『プロ野球ニュース』も含めて、『FNS27時間テレビ』においても30分程度の特別版という形で独立したコーナーとして放送していた。2009年、2010年はニュース中に野球好きの中居がアナウンサーより先に試合結果を口に出し、それに対してさんまが怒り、中居を紳助が庇うのがお約束になっていた。
2008年、2009年および2023年の放送では、「ラブメイト10」でスポーツ関連の人物を紹介する際にアナウンサー（2008、09年は平井理央・本田朋子、23年は佐久間みなみ）が本コーナーのセットに登場し、当日（土曜日）に行われた主なスポーツの結果を5分程度にまとめて伝える前後にその人物の映像を流した。
2008年で平井・本田が登場した際の説明によれば、7位のサッカーEURO2008は国際映像であり、バラエティ番組の枠内ならば権利関係などの問題が懸念されるが、スポーツニュースの枠内という体裁であればOAが可能という点からの「抱き合わせ企画」だという。2009年は野瀬瞳の、2023年は髙橋渚の紹介の際にカットインした。
2010年は「ラブメイト10」の前に短縮版がはさまれた。ちなみに平井は『FNS局対抗! 三輪車12時間耐久レース O-1グランプリ2010』のフジテレビチームのレースドライバーだった。
2011年・2012年は再び『すぽると!』の独立コーナーが設置されたが、2013・2014年は設置されず再び本コーナー内に挿入。2015年は再び単独コーナーが設置された。
2016年、スポーツニュースが『スポーツLIFE HERO'S』に改題、短縮版として挿入された。
2019年、スポーツニュースが『S-PARK』に改題、短縮版として宮司愛海（フジテレビアナウンサー）が出演。また、深夜のニュースも挿入され、奥寺健（フジテレビアナウンサー）が担当した。

### ビートたけし中継
さんまが総合司会を務めた2008年の『27時間テレビ』内で、ビートたけしが懐かしの『オレたちひょうきん族』のキャラクター等に扮して全国から中継を行う「名人中継」が通し企画として行われ、コーナー内でも中継が行われた。この「名人中継」を踏襲した形で、2009年以降たけしが毎年『ひょうきん族』を彷彿とさせるキャラクターに扮して中継を行っているが、放送時間がたけしが『情報7days ニュースキャスター』の生放送出演直後でコントの準備が間に合わない場合もあり、年によっては事前収録の場合もある（2013年と2016年）。
2009年でのさんまの発言によると、たけしは2008年の『27時間テレビ』終了後に次回の総合司会もさんまだと勝手に思い込み、次回も「名人中継」をやることに意欲を示したが、実際は紳助が総合司会ということや、その際のベース番組であった『クイズ!ヘキサゴンII』のスタッフとたけしとの交流がなかったことで一時は断念。しかし、ここまで番組に意欲を見せたたけしの気持ちを汲み取ろうと思ったさんまが自身がメインの本コーナーだけでも何とかと、スタッフにたけしの出演を打診した結果了承され、たけしも受け入れたためこの企画が実現したとのこと。

#### 2009年
計3回にわたり、「森の主・カラス田カア」、「沼の主・サギ田トキ」、「火薬田ドン」（花火師）といった、懐かしの『ひょうきん族』キャラクター等に扮装して出演。
たけしは最後の「火薬田ドン」としてのパフォーマンス終了後に「また来年」と記した垂れ幕を出していたが、「来年は息子が出るのでは？」と合いの手を入れたため、2010年は登場しなかった。

#### 2011年
2年ぶりに登場、マラソン中の矢部にセットごと併走しながら矢部にマラソンをやめさせようとするが、水に落ちるなど災難に遭う。ラスト（本コーナーではなく、後の「真夜中の大かま騒ぎ」内）では「青木裕子の父」（ただし衣装は「青木の父」と書かれた襷をかけていた他は火薬田ドンのまま）として登場し、矢部に対し一尺玉で砲撃を加えようとするが、やっぱり失敗し大爆発。黒コゲになったところで「また来年」となった。
矢部はマラソンコースを走っているはずにもかかわらず、中継が入る度に背景が同じであったため（たけしの準備上同じところを走っており、準備中に走った分もカウントされた）、そのことを他の出演者に突っ込まれていた（矢部自身も佐野瑞樹アナウンサーに「真夜中の大かま騒ぎ」内でもう1パターンやることを聞かされた時に唖然としていた）。

#### 2012年
同年の総合司会であるタモリが居たため、『ビッグ3』の復活が実現。草彅の100kmマラソン中継最中に「海外から呼び寄せたスーパースターがきた」という触れ込みで登場。「富士山より高い上空1万5000mからダイブして東京スカイツリーのテッペンに乗る」、「人間大砲でフジテレビ本社の球体展望室に着地」など、どう考えても実現不可能なイリュージョンに挑戦し当然のことながら失敗。
ラストは毎年恒例の火薬田ドンが登場、人間大砲に挑戦し失敗…と思いきや実は流れていたのは事前収録のVTRで、直後にたけしがスタジオに登場。久方ぶりに『ビッグ3』が集結し、往年のエピソードを語り合った。この中でたけしが「来年は3人で『27時間テレビ』をやりたい」と宣言し、さんまやタモリが否定する場面もあった。この時、スタジオには3人に加え、中居と鶴瓶も居たが、中居の配慮により2人が一時退場。『ビッグ3』の3人だけという貴重な共演シーンとなった。前述の通りラヴメイト紹介は7位で打ち切られフリートークに充てられ、さらには通し企画のひとつである「スーパーテレフォンショッキング」をカットされた。この「スーパー～」のゲストの予定だった『はねるのトびら』『ピカルの定理』のメンバーが苦情を言いにスタジオに現れるも（中居を除くと）大御所芸人揃いのためかキングコング・西野亮廣は「文句を言いに来たけど、全員たじろいでる」と困惑していた。
この様子を爆笑問題の太田光はスタジオで膝を抱えながらずっと見ていた。

#### 2013年
同年の通しコーナー「ほこ×たけ」の一部として登場。1回目は陶芸家「内田ロクロ」として登場。最新式ろくろとソーラー窯で壺を焼こうとするが、最新式ろくろでは自らが回される側になってしまい、完成後窯に持っていこうとするも目が回った結果道の左右にある泥沼に何度もはまってしまった。
2回目は08年に登場した「牛田モウ」をアレンジした「牛田ノウ」として登場（メイクは牛田モウとほぼ同じ）。「スーパーイリュージョン能」としてワイヤーを付けた状態で飛ぼうとするが、そのまま足場が傾き水に落とされた。
3回目は牛田モウに加え前々から出たいと希望していた岡村隆史が鼓打ちの「小牛田隆史」として登場。今度は舞台ごと傾き2人とも水に落とされた。その後、岡村は小牛田メイクのままフジテレビ大反省会まで進行した。
また、同年は生中継ではなく全編事前収録だった。

#### 2014年
全てオリンピックに向けてのもの。この年はリポーターとして香取慎吾が全編にわたって出演した。
1本目は東京オリンピックに向け聖火ランナーの練習をする火薬田ドン。聖火に点火した際に、「おもてなし」と花火で浮かぶ、と豪語して聖火台に点火して見せるが、火がつかないことを訝り中を覗き込んだところ、聖火台の中に落ち、さらに聖火台そのものが倒れ、プールに落っこちてしまった。
2本目は冬季オリンピックカーリングコーチの日系カナダ人「ジャニー喜多ノ川」。SMAPがデビュー曲で「SAY YES」に売り上げで負けてしまいジャニー喜多川に「負けたんでしょ?!なんで負けたの?!」と詰め寄られた事、中居がジャニーに「YOUは30で死ぬよ」と言われ続けていた事など、本人たちにしか知らないネタを仕入れた事に中居が驚愕した。そのあとジャニーズJr.を名乗る岡村タカシを呼び、カーリングをしながら香取と3人でプールに落ちた。

#### 2015年
全て、船の科学館体験教室プールから中継。
1本目は河内音頭の「河内家権三丸」として登場。船の舳先が折れて転落。太鼓奏者役でガダルカナル・タカが助演。
2本目は浪曲風イタコ「北野イタ子」。岡村が「弟子の岡村イタロー」として登場。船が大きく揺れて二人とも転落。その際にたけしは船首の部分に頭をぶつけてしまうというアクシデントに見舞われ（幸いケガはなかった。）、中継終了後さんまが中居に話す形で「お前な、ベテラン芸人が我慢するとこ見たか?」と突っ込まれた。
3本目は毎年恒例となった「火薬田ドン」。花火を上げようとして船が割れ、持ったままの花火が爆発し転落。

#### 2016年
例年通り、船の科学館体験教室プールから中継。毎年恒例となった「火薬田ドン」。不倫ではなく「風鈴」をイメージしたというものの、やはり花火が爆発し転落した。
この年は「中継」が通し企画となったため、『今夜も眠れない』内では毎年恒例「火薬田ドン」1本のみとなりさんま・中居との絡みも直接はなく、さんまがたけし中継感想を述べる際に「VTRやのに」とワイプ越しに発言しており、事実上の収録を意味している。
そのため、2013年以来3年ぶりに生中継ではなく事前収録だった。

#### 2017年以降
本コーナーの設定がなかった2017年・2018年は同じくさんまがメイン司会の『さんまのお笑い向上委員会スペシャル』に登場。なお2019年は本コーナーが設定されたにもかかわらず前枠の『さんまのお笑い向上委員会スペシャル』に登場した。
2023年は2016年以来に本コーナーに登場。劇団ひとり扮する弟子の「火薬田小ドン」が登場した。

## ハプニング
生放送が故にハプニングも稀に発生している。
- 2000年 - 先述のとおり、進行アナウンサーとして佐藤里佳が冒頭の中居入場後の振りの時点では何も差し支えなく順調に担当していたが、担当後に急な体調不良を起こし最初のCM明けのインフォメーションから突然後輩の小島奈津子に交代するという事態が発生した。これはスタッフも予想していなった突発的な緊急事態であり、偶然スケジュールが空いていた小島へ急遽交代する程だったということをさんまが吐露し、小島が謝罪している。
- 2001年 - 「喘ぎ声コンテスト」実施中にコーナーのため電話をして登場した一般視聴者女性のうち1人が披露していた最中に夫が帰ってきてしまった。
- 2002年・2003年 - 「飛鳥中継」実施中に中継担当の笑福亭鶴瓶が局部を露出（2002年：尻、2003年：前面局部）してしまう放送事故が発生。当コーナー終了後、2003年については当時FNSの日の進行アナウンサーだった高島彩が謝罪する自体に至った。
- 2004年 - スタジオゲストのナイナイ岡村隆史のトーク後にCM入りのBGMが流れ出したが不自然に前のCM時間から早くCMに入ったため、さんまが「またコマーシャル?」と指摘するとCMに入らず、進行アナウンサーの西山喜久恵への振りの時間だったことが即座にわかり、西山が謝罪した。その際、さんまは「素のさんま見せてしもーたやないかい!」と即座にネタにしている。
- 2013年 - 「女芸人女風呂中継」実施中に一瞬、森三中・大島美幸の乳輪が露出する状態が発生。と思われていたが、実は番組の演出上の一環であり、中継レポーターの岡村隆史によると「あれはニップレスが映った」だったということが判明した。そのため、2003年ほどの謝罪する事態には至っていない。
- 2016年 - 「今夜も眠れない」の前のコーナーにて「今夜も眠れない」のアバンタイトルの製作表がスタッフの手違いにより一時的に流れてしまい2ちゃんねるなどでは「さんま中居のコーナーは録画だった」というデマが流された。ただし、生放送であることはさんまのトーク（「Pokémon GO」[注釈 32]などの話題）から判明している。しかし、Pokemon GOの話題はスポンサー的にNGだったものらしくさんまは生放送中に謝罪している。なお、アバンタイトルは「たけし中継」のVTRだった。
- 2019年 - ニュース放送前に編成部のミスで放送前の無人のニューススタジオ（V9スタジオ）が放送される放送事故が発生した。ニュース終了後に岡村がその理由を話した。

## 使用曲
CM前ジングル
- デスマーチ艦隊「征露丸」「いろいろあるけどラララのラ」

## 担当プロデューサー
コーナー演出は第1回から2006年まで小松純也、すべての回にて三宅恵介がスーパーバイザーを担当。以後は2014年3月まで放送されていた「森田一義アワー 笑っていいとも!」「SMAP×SMAP」班を経て、2023年現在は「さんタク」「ホンマでっか!?TV」班が担当している。これは各年の「FNSの日」のスタッフクレジットで確認できる。
歴代プロデューサー
- 荒井昭博（2000年-2002年） - 当時、「いいとも」の他に中居も出演していた「サタ☆スマ」も担当、当時さんまが出演していた「明石家マンション物語」の主要スタッフの一人でさんまと関係が深いバラエティー制作センターの先輩・三宅の全面協力で開始した背景もある[注釈 33]。
- 坪田譲治（2003年-2006年）
- 石井浩二（2007年-2010年）
- 黒木彰一（2011年-2012年） - 2012年はタモリを司会に招聘・実現し、見事BIG3の同じスタジオ内16年ぶり集結を実現させている。中居とは「スマスマ」で関わりがある。
- 塩谷亮（2013年）
- 中嶋優一（2014年-2016年） - 笑っていいとも!では、最後のプロデューサー。2015年は「めちゃイケ」で出会い親しかったナインティナイン・中居を3年ぶりに司会に招聘している。さんまとも、いいとも!にゲストで呼んでいる他、めちゃイケでも関わりがある。
- 渡辺俊介、上野貴央、石川敬大（2023年現在）